# Kontrolldelikt
Ein Kontrolldelikt ist eine Straftat, deren Auftreten durch Kontrollen von Polizei oder Sicherheitspersonal überhaupt erst festgestellt wird – ohne Kontrolle bleibt sie unbemerkt.
So sind zum Beispiel 
- Verstöße gegen das Betäubungsmittelgesetz
- Ladendiebstahl
- Beförderungserschleichung
- Menschenhandel,[3][4]
- Korruption[5],
- Leistungserschleichung[2] und
- Umweltkriminalität

typische Kontrolldelikte.

## Kriminalstatistik
Die Anzahl der festgestellten Kontrolldelikte in der Kriminalstatistik sagt wenig über die Dunkelziffer aus. So kann es durch stärkere Kontrollen zu einer erhöhten Anzahl festgestellter Taten kommen, obwohl die Anzahl der tatsächlichen Taten gleich geblieben oder sogar gesunken ist. Andersherum kann die Anzahl der festgestellten Taten aber auch gleich bleiben oder infolge seltenerer Kontrollen sogar sinken, obwohl die Zahl der begangenen Taten sich erhöht hat.